# Kinga Skwira
Kinga Skwira (ur. 1996) — polska poetka.

## Kariera
Autorka książki poetyckiej „Wszystko już było dotykane” (2021) oraz "Od wiosny trzęsą mi się ręce". Nominowana do Nagrody Literackiej Prezydenta Białegostoku im. Wiesława Kazaneckiego za poetycki debiut roku (2022). Redaktorka magazynu internetowego Tlen Literacki. Tłumaczona, między innymi, na hiszpański, kataloński czy mandaryński. 
Absolwentka Kolegium MISH UW.